# Lawrence East (Toronto Subway)

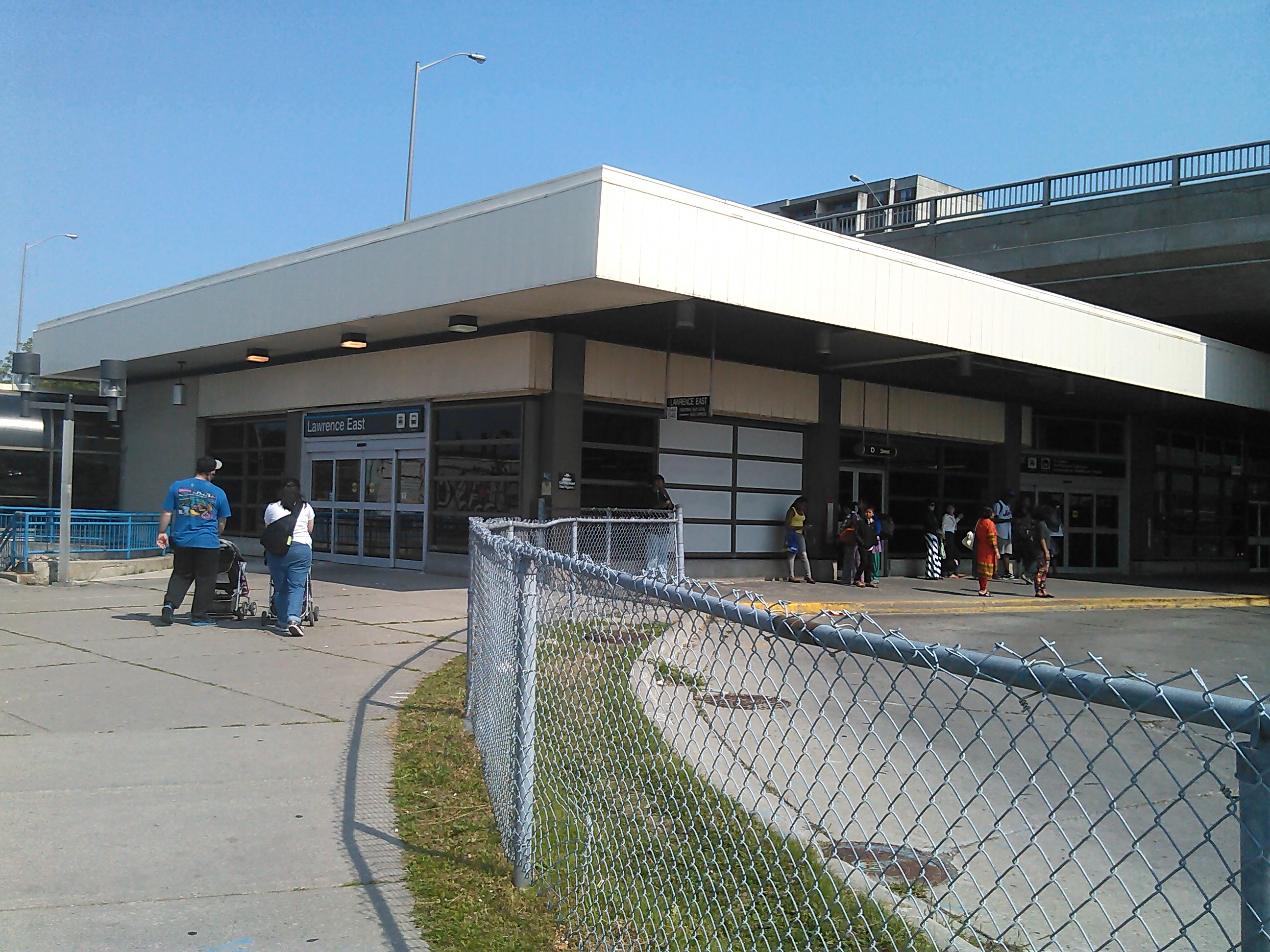
Eingang zur Station

Lawrence East war eine oberirdische U-Bahn-Station in Toronto. Sie lag an der Scarborough-Linie der Toronto Subway, an der Lawrence Avenue zwischen Kennedy Road und Midland Avenue. Die Station besaß etwas ebenerdige Seitenbahnsteige und wurde täglich von durchschnittlich 7.930 Fahrgästen genutzt (2018). Der Bahnhof wurde 2023 geschlossen.
Es gab Umsteigemöglichkeiten zu zwei Buslinien, die auf einer Brücke über der Station verkehren. Außerdem steht den Pendlern ein Park-and-ride mit 90 Parkplätzen zur Verfügung. Die Eröffnung der Station erfolgte am 24. März 1985, zusammen mit der gesamten Scarborough-Linie zwischen Kennedy und McCowan. Die Strecke folgt in diesem Bereich der Trasse der Canadian National Railway.
Gemäß aktuellen Planungen wird die Scarborough-Linie durch eine Verlängerung der Bloor-Danforth-Linie ersetzt werden, jedoch auf einer anderen Route. Die Erweiterung sollte bis 2030 eröffnet werden. Nach einer Entgleisung am 24. Juli 2023 wurden die Scarborough-Linie und diese Station dauerhaft geschlossen.